# Grigri (talisman)
Pour les articles homonymes, voir grigri.
Un grigri (ou gri-gri) est un talisman ou une amulette vaudou qui protège son porteur du diable ou lui porte chance.
L'utilisation du mot grigri désigne habituellement un petit sac en tissu porté sur soi. À l'intérieur est placé un mélange d'un ou plusieurs des ingrédients suivants : herbes, huiles, pierres, os, cheveux, ongles, ou autre éléments personnels.

## Galerie

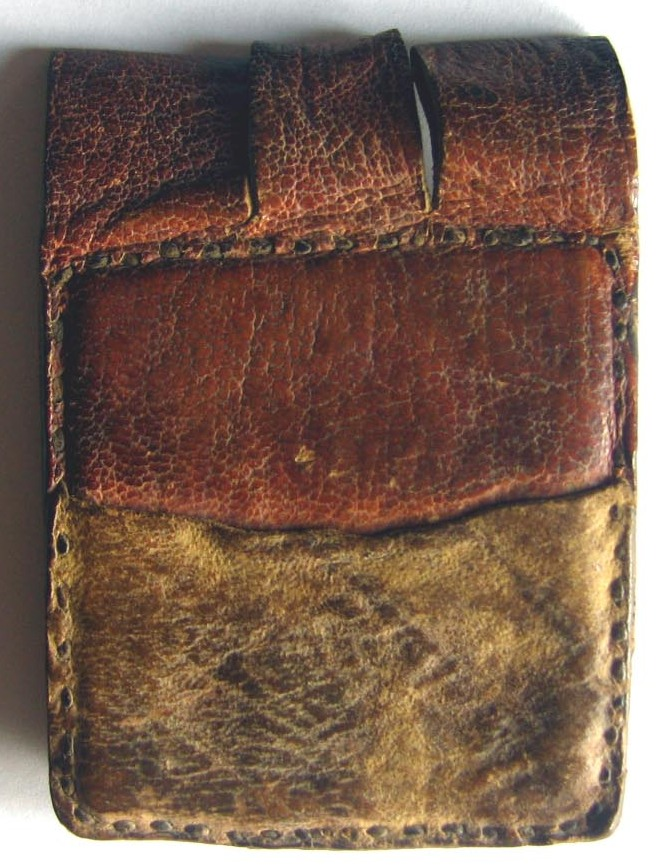
Un grigri des Touaregs du Sahel.
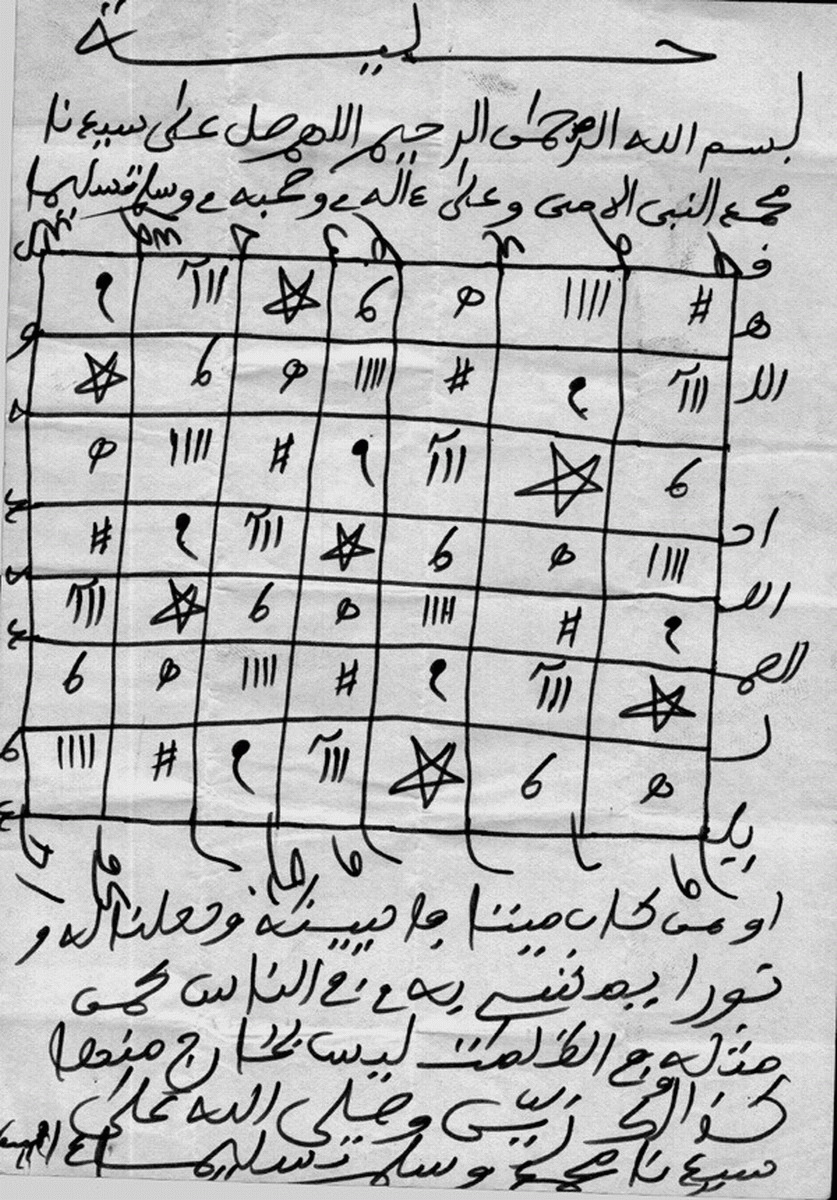
Contenu d'un grigri peul du Sahel, identique au précédent.